# کاپیری امپوشی
کاپیری امپوشی (به لاتین: Kapiri Mposhi) یک شهرک در زامبیا است که در استان مرکزی واقع شده‌است. کاپیری امپوشی ۱۴٬۷۹۲ نفر جمعیت دارد.